# Esta soy yo
Esta soy yo – drugi album studyjny piosenkarki rosyjskiej Leny Katiny, wydany 1 lipca 2016 roku przez Katina Music Inc. na licencji Maqueta Records. Jest hiszpańskojęzyczną wersją albumu This Is Who I Am z 2014. Zremasterowano go we Włoszech w studiu CD-Click. Został wyprodukowany w formie digipaku. Do płyty załączono 12-stronicową książeczkę dostępną również w formie cyfrowej. Wydawnictwo jest utrzymane w stylistyce muzyki elektronicznej, rocka, popu i post-rocka. Składa się z siedmiu utworów i trzech remiksów.

## Promocja
Pierwszym i jedynym singlem z płyty jest „Levántame”, będący odpowiednikiem „Lift Me Up” z pierwszego albumu Katiny. Ukazał się 24 września 2013 w serwisie iTunes. W dniu premiery płyty artystka zaśpiewała kilka nowych piosenek na Mr. Gay Pride w Madrycie.

## Lista utworów
Teksty i kompozycje są autorstwa tych samych osób co w wersji anglojęzycznej, z wyjątkiem dwóch utworów. „Llamándote” jest hiszpańską wersją „Running Blind” z albumu t.A.T.u Waste Management, zaś „Quédate” – „Stay” (b-side'u singla „Never Forget”). Treści piosenek zostały przetłumaczone przez Karinę Nuvo, znajomą Katiny.
Opracowano na podstawie materiału źródłowego.

### Edycja hiszpańskojęzyczna
| Nr  | Tytuł utworu                            | Tekst                                                                                   | Produkcja                                             | Długość |
| --- | --------------------------------------- | --------------------------------------------------------------------------------------- | ----------------------------------------------------- | ------- |
| 1.  | „Levántame”                             | Lena Katina, Jasmine Ash, Jacques Brautbar                                              | Brautbar                                              | 3:23    |
| 2.  | „Caminando en el Sol”                   | Katina, Maria Abraham, Jorg Kohring, Sven Martin                                        | Mike Boden                                            | 3:49    |
| 3.  | „Llamándote”                            | Julian Schramm, Lars Reinatz, Christian Behrens, Martin, Rasmus Schwenger, Lene Dissing | Schramm, Reinatz, Behrens, Martin, Schwenger, Dissing | 3:56    |
| 4.  | „La Bestia”                             | Katina, Martin, Boris Renski, Domen Vajevec, Steve Wilson                               | Martin, Renski, Vajevec                               | 4:06    |
| 5.  | „Quédate”                               | Katina, Erik Lidbom, Hayden Bell, Sarah Lundbank                                        | Martin, Lidbom                                        | 3:29    |
| 6.  | „No Voy a Olvidarte”                    | Katina, Lidbom, Bell, Lundbank                                                          | Martin, Lidbom                                        | 3:26    |
| 7.  | „Perdida en el Baile”                   | Katina, Martin, Renski, Vajevec, Wilson                                                 | Martin, Vajevec, Renski                               | 5:36    |
| 8.  | „Levántame (Dave Audé Radio Remix)”     | Katina, Ash, Brautbar                                                                   | Dave Audé                                             | 3:44    |
| 9.  | „No Voy a Olvidarte (Maragakis Remix)”  | Katina, Lidbom, Bell, Lundbank                                                          | Martin, Lidbom                                        | 4:28    |
| 10. | „Perdida en el Baile (Fly_dream Remix)” | Katina, Martin, Renski, Vajevec, Wilson                                                 | Martin, Vajevec, Renski                               | 6:04    |
|     |                                         |                                                                                         |                                                       | 42:01   |